# Балдуїн V (граф Фландрії)
Балдуїн V Благочестивий (нім. Balduin V. (Flandern), фр. Baudouin V de Flandres; 1012/1013, Аррас — 1 вересня 1067, Лілль) — граф Фландрський із 1035, син графа Балдуїна IV Бородатого та Елеонори, доньки герцога Нормандського Річарда II. Походив з Першого Фландрського дому.

## Біографія

### Правління
В XI столітті Фландрія була васалом королівства Франція і тільки невелика частина, що включає Валансьєн, належала Священній Римській імперії. Згодом, під керуванням графа Балдуїна V опинилися також Еноське графство і територія між Шельдою і Дандром. В своє правління Балдуїн мав владу, еквівалентну владі незалежного государя, роблячи значний вплив на політичні справи країн Західної Європи.
У 1028 у відбувся шлюб Балдуїна V з Аделаїдою, дочкою короля Франції Роберта II. Після цього Бодуен здійняв повстання проти батька, Балдуїн IV, спровоковане королем Робертом, ставши на чолі незадоволених баронів. Бодуен IV був навіть виключений з графства і змушений шукати притулок в Нормандії. З потужною підтримкою свого покровителя, герцога Роберта II Нормандського, він швидко відновив себе на престолі графів Фландрії і йому вдалося остаточно придушити повстання. Після смерті батька Балдуїн V став одним з наймогутніших васалів короля Франції.
Граф Голландії Тьєррі IV оскаржував у графів Фландрії землі Зеландії. У відповідь Балдуїн V вторгся у Фрисландію, після чого вийшов переможцем з цього конфлікту, зберігши Зеландію в складі свого графства. Як союзник герцога Нижньої Лотарингії Готфріда I Бородатого, Бодуен взяв участь у тривалій з 1046 по 1056 війні проти імператора Священної Римської імперії Генріха III. Спочатку війни він втратив місто Валансьєн, який перейшов графу Еноському Герману.
Разом із Тьєррі IV Голландським Балдуїн V захопив замок у Генті — Енам, а з Годфрідом I Лотаринзьким він навіть розпочав облогу Неймегена, де був убитий правитель Ельзасу Адальберт. Однак Балдуїн був змушений припинити військові дії проти армії імператора. Пізніше, залишившись без підтримки союзників, Балдуїн вже один продовжив війну з імператором. Він підпорядкував Льєж, Тюін і зруйнував Юї. У відповідь Генріх III ввів війська до Фландрії. Балдуїн чинив їм опір в Арці, де, згідно з легендою, він прорив за три ночі широкий канал (нині канал Нюфосс, що розташовується до Базі). Цей канал у кінцевому рахунку виявився непотрібним, бо Генріх III, за підтримки колишнього каштеляна Камбре Жана де Бетюна, перетнув і спустошив володіння графа Фландрії. У червні 1054 він узяв в облогу Турне. В 1055 Балдуїн V вторгся в Антверпен, захищаючи графа Мозельгау Фредеріка де Люксембурга.
Смерть в наступному році імператора Генріха III поклала край конфлікту. Балдуїн був навіть зроблений в 1056 представником імперії в Кельні. За допомогою проведення мирних переговорів в Андернах з 1056 по 1059 він отримав Енаму (графство Алост), замок в Генті, Ваасланді, Куотр-Метьє і п'ять островів Зеландії.
Коли Герман Еноський помер у 1051, Балдуїн V одружив свого сина Балдуїна VI на вдові Германа Ріхільді (Рікильді), після чого Еноське графство об'єдналося з Фландрським графством. Також Балдуїну дістався Турне. Єпископ Камбре — Літберт відлучив молодят від церкви, звинувачуючи їх в близькій спорідненості, але Папа Римський Лев IX через кілька років зняв відлучення. Після смерті Генріха III цей шлюб також був визнаний і матір'ю імператора Генріха IV, Агнесою де Пуатьє, яка керувала імперією в малолітство сина.

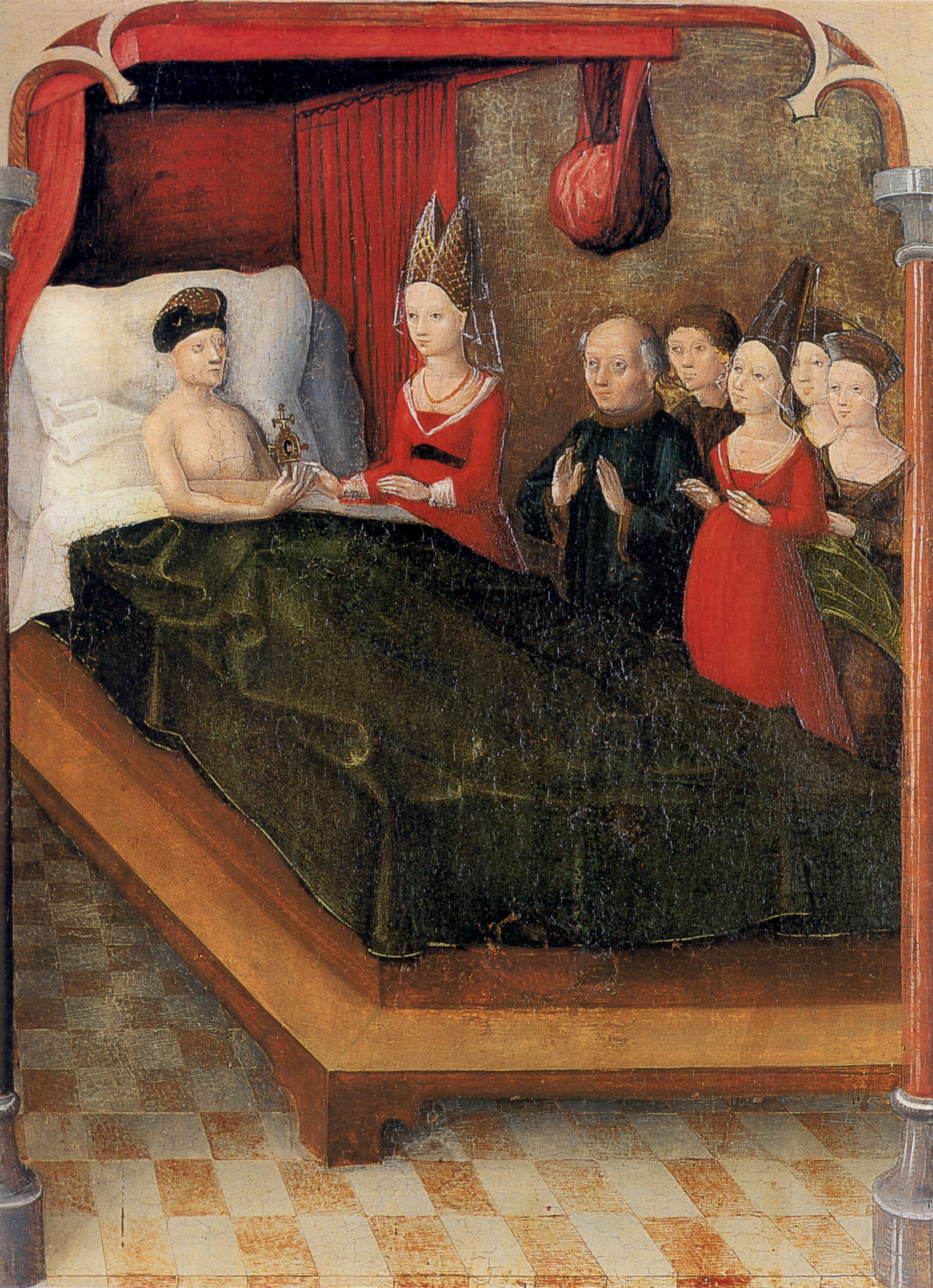
Смерть Балдуїна V

З 1060 по 1067 Балдуїн V був співправителем Анни Ярославни, регента Франції під час правління її сина, короля Франції Філіппа I, який був також двоюрідним братом Балдуїна. Цим граф Фландрії придбав сильний вплив в загальноєвропейській політиці.
Балдуїн V помер 1 вересня 1067 і його вдова Аделаїда Французька прийняла чернечий постриг у монастирі в мезен, де і померла в 1079. Балдуїн V був похований в церкві святого Петра в Ліллі.

## Родина
Дружина (з 1028) — Аделаїда Французька (1009—1063), донька короля Франції Роберта II.
Діти:
- Балдуїн VI (1030—1070) — граф Фландрії з 1067
- Матильда (бл. 1031 — 1083): чоловік — Вільгельм I Завойовник, герцог Нормандії, потім король Англії
- Роберт I Фрізький (1035—1093) — граф Фландрії[2] з 1071.